# Svoboda nad Úpou (stacja kolejowa)
Svoboda nad Úpou – ładownia publiczna oraz przystanek osobowy (dawna stacja kolejowa) w miejscowości Svoboda nad Úpou, w kraju hradeckim, w Czechach. Znajduje się na wysokości 510 m n.p.m.
Jest zarządzana przez PDV Railway. Na stacji nie ma możliwości zakupu biletów, a obsługa podróżnych odbywa się w pociągu.

## Linie kolejowe
- 045 Trutnov - Svoboda nad Úpou